# Óxilo (hijo de Hemón)
Óxilo (griego antiguo Ὄξυλος, Oxylos), hijo de Hemón, o de Andremón, y marido de Pieria, con quien fue padre de Etolo y Layas.
Originario de Etolia, se había exiliado durante un año en Élide por haber matado a un familiar. En su viaje de vuelta se encontró con los hijos de Aristómaco, Témeno y Cresfontes, en el camino. Ambos preparaban la invasión del Peloponeso, pero el oráculo de Delfos les había predicho la victoria únicamente si les acompañaba un hombre con tres ojos. Óxilo montaba un caballo tuerto, por lo que encajaba con esa descripción. Óxilo accedió a servirles de guía a cambio de obtener Élide. Les aconsejó trasladarse por mar, y no por tierra por el istmo de Corinto, y les guio desde Naupacto hasta Molicrio.
El rey de los eleos, Dío, salió al encuentro de Óxilo y ambos acordaron un combate singular para evitar una batalla campal. Salió vencedor Óxilo, el campeón de los etolios, por lo que obtuvo el reino. Óxilo concedió muchos privilegios a Dío y mostró mucha generosidad con los eleos, permitiéndoles conservar sus tierras, instalando también en ellas a los etolios promoviendo su mezcla. Convenció a los habitantes de las aldeas de que se instalaran en la ciudad de Elis, aumentando su población y prosperidad, y acogió a aqueos expulsados por Témeno y Cresfontes. Su hijo Layas le sucedió en el trono.
| Predecesor: Dío | Reyes míticos de Élide | Sucesor: Layas |